# Janine Turner

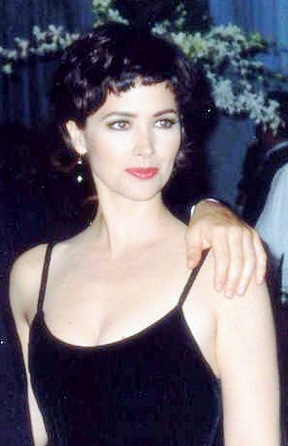
Janine Turner 1992

Janine Turner (* 6. Dezember 1962 in Lincoln, Nebraska als Janine Loraine Gauntt) ist eine US-amerikanische Schauspielerin.

## Schauspielkarriere
Im Alter von 15 Jahren verließ sie das Elternhaus, um sich der Agentur Wilhelmina anzuschließen. Bekannt ist sie in Amerika besonders für ihre Rolle in General Hospital, im deutschsprachigen Raum als Mary-Margaret 'Maggie' O’Connell in Ausgerechnet Alaska.
Danach hatte sie Rollen in verschiedenen Filmen wie Cliffhanger – Nur die Starken überleben und Dr. T and the Women. Von 2000 bis 2002 war sie in 50 Episoden der Fernsehserie Strong Medicine: Zwei Ärztinnen wie Feuer und Eis zu sehen, im Jahre 2005 spielte sie neben Chuck Norris in dem Fernsehfilm Walker, Texas Ranger: Feuertaufe mit.
Für ihre Rolle in General Hospital wurde sie 1983 mit einem Young Artist Award ausgezeichnet. In ihrer weiteren Karriere erhielt sie drei Golden-Globe-Nominierungen sowie eine für den Emmy.

## Politisches Engagement
Turner gehörte zum Council des von US-Präsident George W. Bush begründeten President’s Council on Service and Civic Participation.
2008 unterstützte Turner die Vizepräsidentschaftskandidatur von Sarah Palin.
Seit Mai 2011 moderiert Turner eine wöchentliche konservative Talk-Radio-Sendung auf KLIF-AM. 2012 gehörte sie zu den Sprechern auf der Republican National Convention.
Turner ist Gründungsmitglied und Co-Chair der Organisation Constituting America, deren erklärtes Ziel die Aufklärung über die Verfassung der Vereinigten Staaten und in der auch ihre Tochter Juliette Mitglied ist.

## Privates
Turner hatte in der Vergangenheit verschiedene Beziehungen mit den Schauspielern Sylvester Stallone, Alec Baldwin und Mikhail Baryshnikov. Aus einer weiteren Beziehung stammt eine 1997 geborene Tochter. Turner lebt in Texas, auf einer Ranch in der Nähe von Dallas.

## Filmografie (Auswahl)
- 1980–1981: Dallas (Fernsehserie, 3 Episoden)
- 1981: Behind the Screen (Fernsehserie, Episode 1x01)
- 1982–1983: General Hospital (Seifenoper)
- 1983: Mr. Merlin (Fernsehserie, Episode 1x05)
- 1983: Boone (Fernsehserie, Episode 1x10)
- 1983: The Paper Chase (Fernsehserie, Episode 2x02)
- 1984: Der Ninja-Meister (The Master, Fernsehserie, Episode 1x08)
- 1985: Das A-Team (The A-Team, Fernsehserie, Episode 3x15)
- 1985: Knight Rider (Fernsehserie, Episode 4x03)
- 1986: Tai-Pan
- 1988: Der Affe im Menschen (Monkey Shines)
- 1990: The Ambulance
- 1990–1995: Ausgerechnet Alaska (Northern Exposure, Fernsehserie, 110 Episoden)
- 1993: Cliffhanger – Nur die Starken überleben (Cliffhanger)
- 1997: Mehr Pech als Verstand
- 1997: Beaver ist los! (Leave It to Beaver)
- 1997: Der Traum des Häuptlings (Stolen Women, Captured Hearts)
- 1998: Circle of Deceit (Fernsehfilm)
- 1998: Beauty (Fernsehfilm)
- 1999: Fatal Error (Fernsehfilm)
- 1999: A Secret Affair (Fernsehfilm)
- 2000: Dr. T and the Women
- 2000–2002: Strong Medicine: Zwei Ärztinnen wie Feuer und Eis (Strong Medicine, Fernsehserie, 50 Episoden)
- 2004: Trip in a Summer Dress (auch Regie und Drehbuch)
- 2005: Walker, Texas Ranger: Feuertaufe (Walker, Texas Ranger: Trial by Fire)
- 2006: The Night of the White Pants
- 2007: Primal Doubt – Wem kannst du trauen? (Primal Doubt)
- 2008–2009: Friday Night Lights (Fernsehserie, 12 Episoden)
- 2015: The Ivy League Farmer (Fernsehfilm)
- 2015: Die Vorsehung (Solace)
- 2016: Occupy, Texas
- 2018: Gosnell – The Trial of America’s Biggest Serial Killer
- 2018: Runnin’ from My Roots
- 2019: Patsy & Loretta (Fernsehfilm)
- 2021: Taking the Reins (Fernsehfilm)
- 2023: Birthright Outlaw